# Patrick van der Eem
Patrick Paul van der Eem (Curaçao, 1973) is een Antilliaans-Nederlandse crimineel die bekend is geworden van zijn bijdrage aan een uitzending van het televisieprogramma Peter R. de Vries, misdaadverslaggever over de zaak-Holloway, de verdwijning van het Amerikaanse meisje Natalee Holloway op Aruba.

## Tv-uitzending De Vries
De uitzending van Peter R. de Vries was op 3 februari 2008 te zien op SBS6. Hierin deed de Nederlander Joran van der Sloot als verdachte uitspraken over zijn betrokkenheid bij de verdwijning van Natalee Holloway. Deze uitspraken werden geregistreerd door verborgen camera's en microfoons die waren aangebracht in de auto van Van der Eem, die Van der Sloot allerhande vragen stelde over de verdwijning. Van der Eem had Van der Sloot leren kennen in een casino in Nijmegen en raakte daarna op een gerichte manier vertrouwd met hem.
Van der Eem kreeg voor zijn medewerking 25.000 euro van Peter R. de Vries. Hij verklaarde tegenover de krant De Telegraaf "uit overtuiging" en niet voor het geld te hebben gehandeld. "Deze zaak moest worden opgelost".

## Onderzoek naar strafrechtelijk verleden
Dagblad De Pers was het eerste medium dat de achtergronden van Patrick van der Eem natrok. De Pers sprak in het Spaanse Marbella met zijn vader Leon van der Eem, een oud-franchiseondernemer met negen filialen van de hamburgerketen McDonald's, die bevestigde dat zijn zoon een strafrechtelijk verleden heeft. Leon van der Eem was als directeur van importbedrijf “Aruba Liquor” – onder andere importeur van Budweiser bier – een zakelijk contact van de omstreden Arubaan Jossy Mansur. Deze Mansur, die sedert jaren een lokale vertrouwenspersoon is van de familie Holloway, heeft de vader van Patrick van der Eem financieel geholpen om de McDonald's vestiging in Duiven op te starten.
Toen Van der Eem samen met Peter de Vries naar de VS reisde voor televisieoptredens rond de zaak-Holloway, bleek dat hij niet in aanmerking kwam voor het Visa Waiver Program (VWP), wegens een in het verleden afgewezen visumaanvraag en een drugsveroordeling van 13 jaar eerder in Nederland. Zodoende kwam hij het land niet in.

## Litteken
Patrick van der Eem heeft een litteken op de linkerzijde van zijn gezicht, dat hij zou hebben gekregen voor zijn informantenrol in een drugszaak. In de Caribische onderwereld noemt men zo'n verminking voor verraders een "Boca Grande" (Grote Mond). Aan Martin Melkert, directeur van het bedrijf Pirtek waarvan Van der Eem franchisenemer is, had hij verteld dat dit litteken was gekomen door een auto-ongeval. In juni 2008 verklaarde hij in een interview met de Volkskrant dat 'een jongen' hem in zijn wang had gesneden omdat hij deze zwaar versneden cocaïne had verkocht nadat de jongen een betaling niet was nagekomen. Later zou Van der Eem geprobeerd hebben de jongen te vermoorden, maar werd hij door een vriend tegengehouden.

## Bedreiging televisiepresentator op Aruba
Eind februari 2008 werd een interview met Van der Eem voor het Arubaanse televisieprogramma Un Dia den Bida (Een Dag uit het Leven) opgenomen. Toen de interviewer, John Anthony "Poentje" Castro, klaar was met zijn vragen, liet hij een camera heimelijk lopen. Vervolgens zei Van der Eem dat hij Van der Sloot al jaren kende. Bovendien zei hij te weten wie Natalee Holloway heeft laten verdwijnen.
Toen een deel van deze opnames werden vertoond, zou Van der Eem de interviewer Castro hebben bedreigd. Na afloop van die uitzending belde Van der Eem woedend op naar de Arubaanse studio, maar "zonder dat Patrick het wist, werden zijn dreigementen door vijftien man publiek gehoord", zegt Castro.
Nadat het Openbaar Ministerie op Aruba contact heeft gehad met Castro, heeft hij afgesproken geen beelden vrij te geven die het onderzoek in de zaak-Holloway kunnen belemmeren en zal hij niet uitzenden wie Van der Eem noemde als dader in de zaak.
Deze presentator is in de nacht van 22 op 23 december 2010 geliquideerd voor zijn woning in Aruba. Het is echter niet bekend of van der Eem hier iets mee te maken heeft gehad.

## Boek
In maart 2008 werd bekendgemaakt dat er een boek van Van der Eem in de maak was, getiteld Overboord. Hoe ik Joran van der Sloot aan het praten kreeg, met als co-auteur de Amerikaanse E.E. Byars. Op 25 juni 2008 kwam het boek uit in Nederland. Voorafgaand aan de verschijning hield Van der Eem een persconferentie. Hierin zei hij dat hij in de periode dat hij met Van der Sloot omging dagelijks twee tot drie gram cocaïne gebruikte, maar dat dit slechts was om een crimineel te spelen. "Mijn verleden als drugsdealer hielp mij wel bij deze rol", zei hij. Hij sprak openlijk over zijn criminele verleden: hoe hij al op zijn vijftiende in heroïne handelde en dat hij een vuurwapen bezat.
Als reden om Van der Sloot te pakken te nemen gaf Van der Eem op dat hij het niet kon aanzien dat de 'goede naam van Aruba' werd aangetast. Hij zei te betwijfelen of de zaak-Holloway ooit nog (juridisch) zou worden opgelost. Verder verklaarde hij te hopen dat zijn boek (met een voorwoord van Peter R. de Vries), een bestseller wordt. Hij zou wel bij Oprah Winfrey uitgenodigd willen worden en beweerde wederom dat geld niet zijn drijfveer was: "Ik wilde in dit boek mijn ei kwijt".
In augustus 2008 verscheen een Amerikaanse uitgave van Overboord, getiteld Disposed.

## Trivia
In december 2008 werd Van der Eem kort gearresteerd na aangifte wegens mishandeling van zijn vriendin.
In augustus 2009 werd hij op Aruba gearresteerd nadat hij in een hotel niet betaald had en personeel had bedreigd. Hij zou in meerdere hotels niet betaald hebben. Ook werd bericht dat hij in het bezit van cocaïne was. In juni 2011 werd Van der Eem opgepakt en afgevoerd tijdens een politiecontrole op de A12.
Op 3 mei 2013 werd Van der Eem door de Rechtbank Arnhem veroordeeld tot twaalf maanden cel voor medepleging van diefstal door middel van braak (ramkraak) bij een kledingzaak in Oosterbeek en voor opzetheling van een Volkswagen Caddy om de gestolen kleding ter waarde van ruim 30.000 euro veilig te stellen.
In 2018 werd hij veroordeeld tot 36 maanden celstraf, waarvan 8 voorwaardelijk, voor een ramkraak.
In het televisieprogramma Homeland Security USA seizoen 2009 aflevering 5 wordt Van der Eem de toegang tot de Verenigde Staten geweigerd vanwege een eerdere veroordeling voor drugsbezit.